# Tenis na Letních olympijských hrách 1908
Tenis na Letních olympijských hrách 1908 v Londýně měl na programu soutěže mužské dvouhry, mužské čtyřhry a ženské dvouhry. Do programu se vrátil singl tenistek, což znamenalo druhou olympijskou účast žen v tomto sportu.

## Olympijský turnaj
Venkovní soutěže olympijského turnaje proběhly v dějišti Wimbledonu na travnatých dvorcích All England Lawn Tennis and Croquet Clubu, tehdy stále ležícího na původní adrese v ulici Worple Road. Tato část se konala mezi 6.–11. červencem 1908. O dva měsíce dříve, od 6. do 11. května 1908, měl olympijskou premiéru halový turnaj. Ten se odehrál v Queen's Clubu na kurtech s dřevěným povrchem. Oficiální název halových dvorců zněl „covered courts“ (kryté kurty).
Olympijských her se zúčastnilo celkem 50 tenistů, z toho 40 mužů a 10 žen, kteří reprezentovali deset států. Pět zemí zaznamenalo na tenisovém turnaji premiérovou účast. Dva hráči Les Poidevin a wimbledonský vítěz Tony Wilding byli nominováni za Australasii, ale pro administrativní chybu do turnaje vůbec nenastoupili.
Poražení semifinalisté poprvé automaticky nezískali bronzové medaile. Podle herního plánu tak měl být mezi nimi sehrán zápas o třetí místo. Ten se však uskutečnil pouze ve dvou ze šesti soutěží – ženské halové dvouhře a mužské halové čtyřhře.
Všechny zlaté kovy vybojovali reprezentanti hostující země – Velké Británie. Dvě zlata si z halového turnaje odvezl wimbledonský šampion Arthur Gore. Prvním olympijským vítězem v tenisu, jenž vyhrál na více než jediných hrách, se stal Brit Reginald Doherty. Triumfem z venkovní čtyřhry s Georgem Hillyardem navázal na dvě zlaté medaile z pařížské Letní olympiády 1900.

## Zúčastněné země

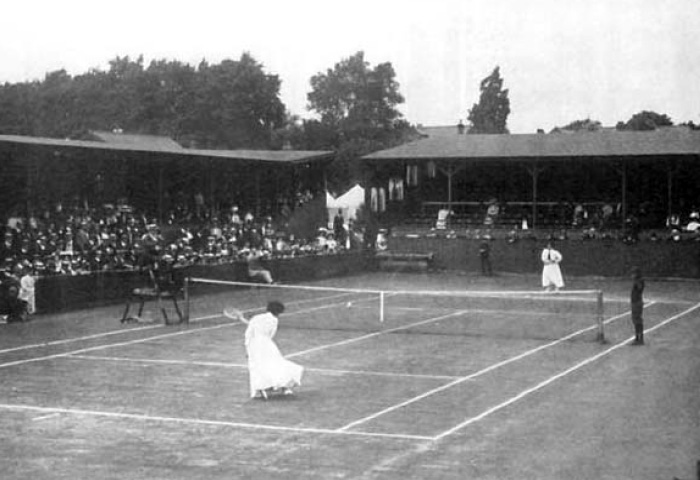
Finále dvouhry žen

Celkově nastoupilo padesát tenistů z deseti zemí (pět jich zažívalo premiéru):
- Čechy (BOH) – 4
- Jižní Afrika (RSA) – 3
- Kanada (CAN) – 3
- Francie (FRA) – 1
- Maďarsko (HUN) – 3
- Německo (GER) – 5
- Nizozemsko (NED) – 2
- Rakousko (AUT) – 3
- Švédsko (SWE) – 4
- Velká Británie (GBR) – 22

## Přehled medailí

### Medailisté
| Soutěž                | Zlato                                                     | Stříbro                                               | Bronz                                                  |
| Mužská dvouhra        | Josiah Ritchie · Velká Británie (GBR)                     | Otto Froitzheim · Německo (GER)                       | Wilberforce Eaves · Velká Británie (GBR)               |
| Ženská dvouhra        | Dorothea Chambersová · Velká Británie (GBR)               | Dora Boothbyová · Velká Británie (GBR)                | Joan Winchová · Velká Británie (GBR)                   |
| Mužská čtyřhra        | George Hillyard · Reginald Doherty · Velká Británie (GBR) | Josiah Ritchie · James Parke · Velká Británie (GBR)   | Clement Cazalet · Charles Dixon · Velká Británie (GBR) |
| Mužská dvouhra (hala) | Arthur Gore · Velká Británie (GBR)                        | George Caridia · Velká Británie (GBR)                 | Josiah Ritchie · Velká Británie (GBR)                  |
| Ženská dvouhra (hala) | Gwendoline Eastlake-Smith · Velká Británie (GBR)          | Angela Greenová · Velká Británie (GBR)                | Märtha Adlerstråhleová · Švédsko (SWE)                 |
| Mužská čtyřhra (hala) | Arthur Gore · Herbert Barrett · Velká Británie (GBR)      | George Caridia · George Simond · Velká Británie (GBR) | Wollmar Boström · Gunnar Setterwall · Švédsko (SWE)    |

### Pořadí národů
| Pořadí  | Země                 | Zlato | Stříbro | Bronz | Celkově |
| 1.      | Velká Británie (GBR) | 6     | 5       | 4     | 15      |
| 2.      | Německo (GER)        | 0     | 1       | 0     | 1       |
| 3.      | Švédsko (SWE)        | 0     | 0       | 2     | 2       |
| Celkově | Celkově              | 6     | 6       | 6     | 18      |